# Jacob Whitman Bailey
Jacob Whitman Bailey (Auburn, 1811 – 26 febbraio 1857) è stato un naturalista e botanico statunitense noto per le sue attività pionieristiche nella ricerca microscopica americana.

## Biografia
Nel 1832 Bailey conseguì la laurea a West Point, dove, dopo il 1834, in seguito divenne professore associato e quindi professore ordinario di Chimica, Mineralogia e Geologia.
Ideò varie migliorie nella costruzione del microscopio e raccolse in maniera estensiva campioni microscopici e di alghe, che poi cedette alla Boston Society of Natural History.
Nel 1857 divenne presidente della American Association for the Advancement of Science e membro del National Institute for the Promotion of Science, ente precursore dello Smithsonian Institution.
Fu eletto Membro Associato dell'American Academy of Arts and Sciences nel 1845.
Morì il 26 febbraio 1857, al principio del suo mandato come Presidente della American Association for Advancement of Science.
Una sua breve biografia fu pubblicata sull'American Journal of Science and Arts, volume XXV, New Haven, 1847.

## Famiglia
Jacob Bailey si sposò con Maria Slaughter, che morì nel 1852 per il rovesciamento della loro imbarcazione assieme ad uno dei suoi figli.
Il figlio sopravvissuto fu il botanico William Whitman Bailey.

## Attività scientifica
Bailey pubblicò numerosi articoli di argomento scientifico per l'American Journal of Science e per varie società scientifiche.
Inoltre, scrisse un rapporto sui fossili infusori della California e un pregevole volume di Microscopical Sketches, contenente 3 000 disegni originali.